# 原田所左衛門
原田 所左衛門（はらだ しょざえもん、生年不明 - 1915年（大正4年）11月30日）は日本の地方政治家で、稲城の元村長である。

## 来歴
矢野口に生まれる。稲城がまだ複数の村に分かれてた頃、最後の矢野口村長を務めた。
その後、稲城村が出来た後、初代助役に就任。1890年（明治23年）に村長に就任。1897年（明治30年）に一度退いたが、1903年（明治36年）に再び村長になる。村長中に日清戦争、日露戦争や明治から大正になるなど、日本の節目の時に村長だった。
1915年（大正4年）11月30日、村長在任中に死去。